# Pinalia leucantha
Pinalia leucantha är en orkidéart som beskrevs av Carl Ernst Otto Kuntze. Pinalia leucantha ingår i släktet Pinalia och familjen orkidéer. Inga underarter finns listade i Catalogue of Life.

## Bildgalleri

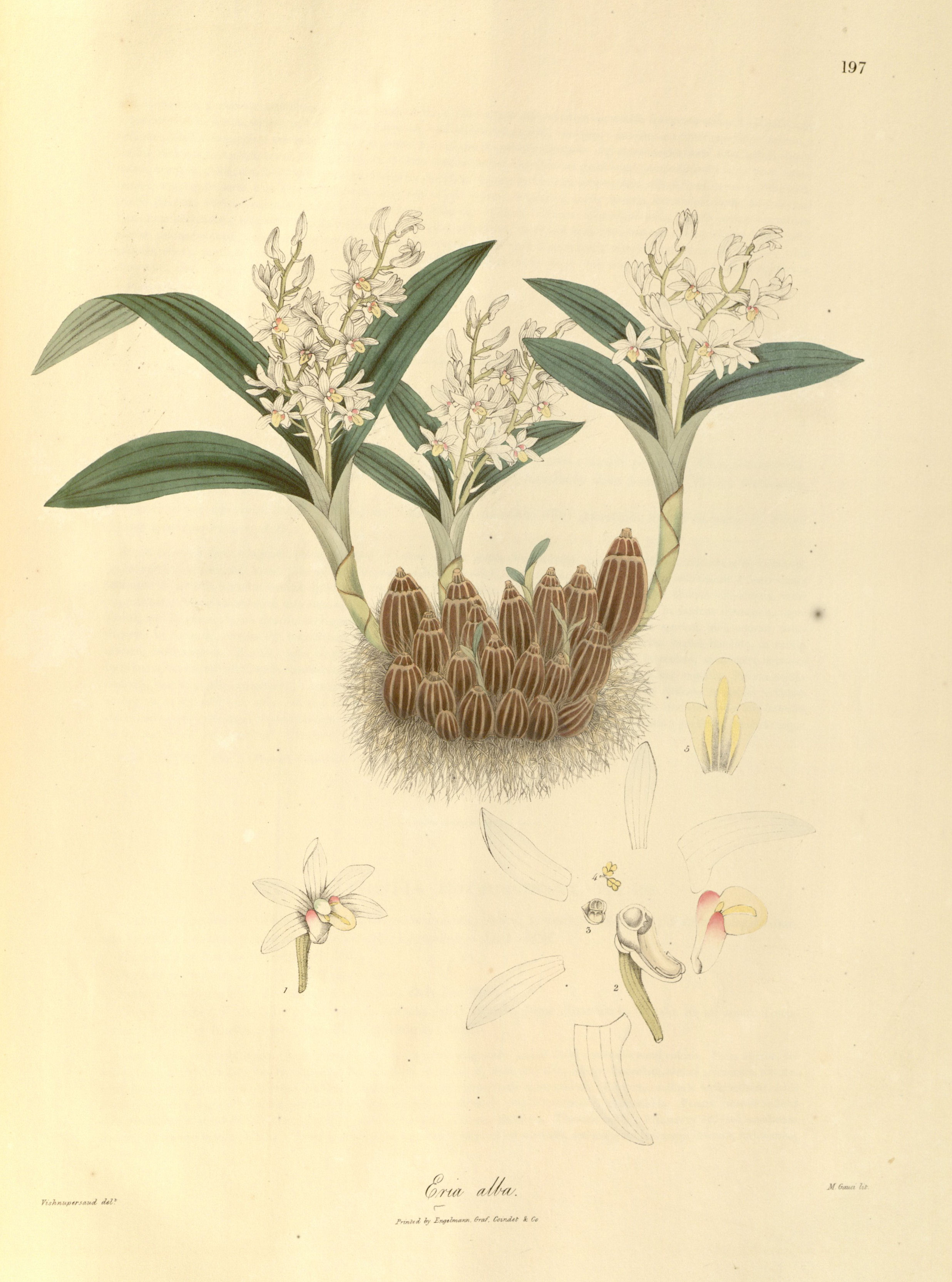